# SimCopter
SimCopter là một game mô phỏng chuyến bay năm 1996, do hãng Maxis phát triển. Nó đưa người chơi vào một thành phố 3D. Giống như Streets of SimCity, SimCopter cho phép người dùng nhập bản đồ SimCity 2000 vào trong game. Đây cũng là game đầu tiên sử dụng ngôn ngữ Sim với tên gọi Simlish.

## Lối chơi
SimCopter đặt người chơi vào vai một phi công trực thăng. Có hai chế độ chơi: chế độ người dùng và chế độ nghề nghiệp. Chế độ người dùng (chơi tự do) cho phép người chơi bay quanh các thành phố mà họ đã tạo (có thể được nhập từ SimCity 2000) hoặc bất kỳ trong số 30 thành phố được cung cấp cùng với trò chơi. Tuy nhiên, các thành phố người dùng đôi khi cần phải được thiết kế với SimCopter trong tâm trí, và hầu hết thời gian người chơi phải tăng số lượng đồn cảnh sát, trạm cứu hỏa và bệnh viện để cho phép gửi đi nhanh hơn. Chế độ nghề nghiệp đặt người chơi vào vị trí của một phi công làm nhiều công việc khác nhau trong thành phố.
Trong khi tất cả các tội phạm khác lang thang trên đường bằng cách đi bộ, những kẻ trộm lái xe qua thành phố với tốc độ cao và rất khó bị bắt giữ. Tất cả các loại tội phạm có thể bị bắt bằng cách đón một viên cảnh sát từ mái nhà của một đồn cảnh sát, và sau đó thả gần tên tội phạm. Xe cảnh sát cũng có thể được phái đi để hỗ trợ bắt giữ một tên tội phạm. Tội phạm đi bộ cũng có thể được ngăn chặn bằng cách lái trực thăng hạ cánh trên đầu chúng và giết chết ngay lập tức, nhưng điều này có nguy cơ làm hỏng máy bay trực thăng. Nhóm cảnh sát bị đánh rơi sẽ kêu la dù họ có nhìn thấy nghi phạm hay không, do vậy cảnh sát cần được hướng dẫn bởi đèn chiếu trực thăng, nếu cảnh sát không tìm thấy nghi phạm thì sẽ quay trở lại trực thăng. Ngay khi cảnh sát nhìn thấy một nghi phạm sẽ tiếp tục đuổi theo cho đến khi bắt được mới thôi. Tội phạm có thể bị ngăn chặn bằng cách sử dụng đèn chiếu hoặc phát đi thông điệp "Stop Criminal" qua loa. Có sẵn tám công việc, đó là Traffic Jams, Fires, Rescues (có thể xảy ra trong các nhiệm vụ chữa cháy), Catching Criminals, Riot Control, MEDEVAC, Transporting Sims, và Speeding Cars. Speeders (người lái xe quá tốc độ quy định) chỉ có thể được tìm thấy bằng cách tìm kiếm một chiếc xe hơi đang xả hơi phía sau và lốp xe kêu ré lên. Khi một Speeders bị kéo qua, chiếc trực thăng phải ở lại đến khi một chiếc xe cảnh sát đến để nhắc nhở họ vì lái xe liều lĩnh, hoặc Speeders sẽ phóng bạt mạng như cũ.

### Tiền và điểm
Tiền và điểm có thể kiếm được bằng cách hoàn thành các nhiệm vụ. Tiền và điểm cũng có thể bị mất nếu người chơi hết thời gian hoặc không hoàn thành nhiệm vụ. Các nhiệm vụ sẽ lấy điểm từ người chơi sau một khoảng thời gian nhất định từ khi bắt đầu nhiệm vụ trong khi nó vẫn chưa hoàn thành. Một số nhiệm vụ cuối cùng sẽ bị hủy dẫn đến mất điểm hoặc sẽ không thưởng bất cứ thứ gì sau khi hoàn thành. Các nhiệm vụ như MEDEVAC hoặc các nhiệm vụ chữa cháy sẽ dẫn đến hình phạt lớn nếu nạn nhân chết hoặc nếu khu vực bị ngọn lửa phá hủy. Khi người chơi đã tích lũy đủ điểm, game cho phép họ chuyển sang thành phố tiếp theo. Người chơi sau đó lựa chọn đi vào một thành phố mới có cùng độ khó hoặc bước sang màn tiếp theo. Có mười hai màn với độ khó khác nhau, bên cạnh những việc mới được giới thiệu và các công việc trước đây ngày càng khó hơn. Các công việc sẽ được sinh ra ngẫu nhiên quanh thành phố, nhưng hành động của người chơi cũng có thể tạo ra việc làm.

### Trực thăng và nâng cấp
Người chơi bắt đầu với một chiếc máy bay trực thăng nhỏ, yếu đi kèm với một cái loa và gàu múc nước bambi; nó chỉ có thể chứa hai hành khách. Khi người chơi tích lũy đủ số tiền trong game thì sẽ dễ dàng mua được những loại máy bay trực thăng tốt hơn và trang thiết bị mới toanh. Một số công việc đòi hỏi một số trang thiết bị nhất định để hoàn thành chúng, và máy bay trực thăng tốt hơn cung cấp tốc độ, xử lý tốt hơn và có thể chở nhiều hành khách hơn. Máy bay trực thăng có một lượng nhiên liệu hạn chế và phải quay trở lại nhà chứa máy bay khoảng nửa giờ một lần để tiếp nhiên liệu, điều này gây tốn kém. Nếu máy bay trực thăng hết nhiên liệu khi ở giữa không trung, người chơi có thể cố gắng giữ cho động cơ quay và hạ cánh, hoặc chỉ để nó rơi xuống đất và bị hư hại nặng. Nếu chiếc trực thăng vẫn còn nguyên vẹn sau khi rơi xuống đất, nó có thể được tiếp nhiên liệu với mức giá cao.
Để máy bay trực thăng va vào một tòa nhà hoặc đập nó xuống đất sẽ không bị phá hủy ngay lập tức mà sẽ làm hỏng nó. Trực thăng càng nhiều thiệt hại thì càng khó điều khiển. Tiền có thể được dành để sửa chữa trực thăng. Nếu máy bay trực thăng bị phá hủy, nó sẽ bị mất mãi mãi cũng như tất cả các thiết bị trên máy bay. Khi một chiếc trực thăng bị phá hủy, nó có thể đốt cháy một tòa nhà hoặc địa hình gần đó. Nếu người chơi không có đủ tiền để mua một chiếc trực thăng mới, khi sử dụng một thời gian dài thì bị hạ cánh, khiến nó không thể tiếp tục vận hành được nữa.
Danh sách các loại máy bay trực thăng trong SimCopter gồm:
- Schweizer 300
- Bell 206 JetRanger
- McDonnell Douglas MD 500
- McDonnell Douglas MD 520 NOTAR
- Bell 212
- Augusta A109
- Dauphin 2
- McDonnell Douglas Explorer
- Boeing AH-64 Apache

### UFO
Những màn nào có Apache trong đó đôi khi cũng sẽ có UFO bay xung quanh. Chúng bắt cóc Sims bằng lực bí ẩn (Sims sẽ "nhảy múa" khi bay lên), và cũng các chùm tia thẳng đứng bắt đầu bắn ngẫu nhiên nếu chúng đâm vào cây cối hoặc các tòa nhà. Nếu chùm tia chạm vào người chơi, màn hình mờ dần thành màu trắng và chiếc trực thăng bị phá hủy ngay lập tức. Nếu UFO rơi xuống nước, người chơi có thể giải cứu một kẻ bắt cóc còn sống để lấy thêm điểm. Nếu UFO bị bắn hạ, người chơi sẽ nhận được 1000 điểm.

## Tranh cãi
Game đã gây tranh cãi khi phát hiện ra rằng nhà thiết kế Jacques Servin đã nhét một quả trứng Phục Sinh tạo ra "himbos" (bimbos nam) chỉ mặc mỗi quần lót Speedo đứng ôm và hôn nhau và xuất hiện với số lượng lớn vào một số ngày nhất định, chẳng hạn như thứ Sáu ngày 13. Núm vú huỳnh quang của chúng được vẽ với chế độ kết xuất đặc biệt thường dành cho đèn hạ cánh đường băng xuyên sương mù, vì vậy có thể dễ dàng nhìn thấy chúng từ khoảng cách xa trong thời tiết xấu. Quả trứng đã khiến hàng trăm con himbos tràn ra và đám đông xung quanh chiếc trực thăng, nơi chúng sẽ bị những lưỡi kiếm chém lên, và sau đó cần phải dùng máy bay chở đến bệnh viện—giúp người chơi kiếm tiền dễ dàng hơn nhiều. Quả trứng đã bị tai tiếng ngay sau khi phát hành và bị loại khỏi các bản sao trong tương lai của trò chơi.
Nhà thiết kế đã bị sa thải sau đó vì thêm nội dung trái phép (làm trì hoãn việc phát hành trò chơi và khiến Maxis bỏ lỡ mùa Giáng Sinh). Ông đã trích dẫn hành động của mình như là một phản ứng với các điều kiện làm việc không thể chịu đựng được mà ông phải chịu ở Maxis theo như lời tố cáo.
Điều này khiến một thành viên của AIDS Coalition to Unleash Power (ACT UP), một tổ chức AIDS đồng tính, kêu gọi tẩy chay tất cả các sản phẩm của Maxis, một biện pháp mà Servin từ chối. Vài tháng sau, một nhóm có tên RTMark tuyên bố sự tồn tại của mình và nhận trách nhiệm về việc himbos được đưa vào game cùng với 16 hành động "lật đổ mang tính sáng tạo" khác. Servin tuyên bố rằng ông đã nhận được một tờ ngân phiếu trị giá 5.000 đô la từ RTMark cho trò chơi khăm này. Về sau có nguồn tin tiết lộ rằng Servin chính là người đồng sáng lập RTMark.